# WDUK
Koordinaten: 40° 18′ 43″ N, 90° 3′ 19″ W
WDUK ist ein US-amerikanischer lokaler Hörfunksender aus Havana im US-Bundesstaat Illinois. WDUK ist auf der UKW-Frequenz 99,3 MHz empfangbar und erreicht die Metropolregion um Peoria.